# Pycreus mundii
Pycreus mundii är en halvgräsart som beskrevs av Christian Gottfried Daniel Nees von Esenbeck. Pycreus mundii ingår i släktet Pycreus och familjen halvgräs.

## Underarter
Arten delas in i följande underarter:
- P. m. densispiculosus
- P. m. mundii
- P. m. uniceps